# Jeffrey Erickson
Jeffrey „Jeff“ E. Erickson (* 1958 in Chicago; † 20. Juli 1992 in Chicago) war ein US-amerikanischer Bankräuber und Mörder. Zusammen mit seiner Ehefrau Jill soll er innerhalb von zwei Jahren mindestens acht Banküberfälle im Großraum von Chicago verübt haben, was die Medien zur Heranziehung eines Vergleiches mit Bonnie und Clyde veranlasste. Beide starben schließlich in Schießereien bei Fluchtversuchen.

## Biografie
Jeffrey Erickson wuchs zusammen mit seinem Bruder Jim in Morton Grove bei Chicago auf. Sein Vater arbeitete im Management einer Telefongesellschaft, seine Mutter kümmerte sich um die Kinder und den Haushalt. Nach dem Besuch der Niles West High School in Skokie trat er 1977 in das United States Marine Corps ein. Seine spätere Ehefrau Jill lernte er an deren 17. Geburtstag in einer Bar in der Nähe ihres Wohnortes kennen. Nach rund sechs Monaten lebte sie fortan mit Jeffrey zusammen, machte einen Abschluss in Chemie an der Loyola University Chicago und arbeitete als Labortechnikerin. Das Paar heiratete schließlich am 29. Juli 1983. 
Jeffrey arbeitete nach seinem Ausscheiden aus der Armee als Lkw-Fahrer, Chauffeur und ab 1986 als Polizist in Hoffman Estates. Er behielt den Job jedoch nur für 13 Monate, ehe er entlassen wurde. Polizeichef Donald Cundiff nannte später als Kündigungsgrund den angeblich „fehlenden gesunden Menschenverstand“ von Jeffrey Erickson. So sei dieser den Kriminellen gegenüber oftmals zu „weich“ gewesen und habe nicht gerne Verhaftungen vorgenommen. Ab 1991 lebte Jeffrey als Eigentümer einer Gebrauchtbuchhandlung zusammen mit seiner Ehefrau Jill in einem Eigenwohnheim in Hanover Park, einem Vorort von Chicago.

## Verbrechensserie
Die Überfälle liefen nahezu immer nach demselben Muster ab; die beiden entwendeten bevorzugt Kleinwagen japanischer Bauart, die sie durch Manipulieren der Zündung kurzschlossen. Während Jill den Fluchtwagen steuerte und bei den Geldinstituten in Position brachte, verübte Jeffrey mit einer Pistole bewaffnet die Überfälle. Er verwendete dabei stets ein Baseballcap, dunkle Sonnenbrillen und einen falschen Bart. Bis Jill bei einem der Überfälle ihren Mann in das Geldinstitut begleitet hatte, war die Polizei von einem Einzeltäter, dem sogenannten „Bearded Bandit“ (Bärtiger Bandit), ausgegangen. Nach den Überfällen fuhren sie mit dem Fluchtfahrzeug zu einem vorher festgelegten Platz, wo sie entweder in ihr eigenes Fahrzeug oder einen weiteren Fluchtwagen umstiegen.
Als bekannt wurde, dass ein Mann und eine Frau zusammen die Überfälle begingen, wurde von den Medien schnell der Vergleich mit dem legendären Räuberpaar Bonnie und Clyde herangezogen („Bonnie and Clyde Case“, „Suburban Version of Bonnie and Clyde“, „Modern-day Bonnie and Clyde“, „Bonnie and Clyde style“).
Am 4. November 1991 wurde Jeffrey in einem gestohlenen Fahrzeug von einem Polizeibeamten aus Palatine angehalten. Der Beamte wusste jedoch nicht, dass das Fahrzeug gestohlen war und wollte nur eine routinemäßige Verkehrskontrolle durchführen, da ihm die abgelaufene Zulassungsplakette des Wagens aufgefallen war. Jeffrey stoppte den Wagen, stieg aus und eröffnete sofort das Feuer durch die Windschutzscheibe des Streifenwagens, wobei der Beamte durch einen Schuss an der Schulter getroffen wurde. Jeffrey konnte anschließend entkommen. Aufgrund dieses Vorfalles wurde aus Bundesagenten und sieben Polizeidienststellen (Police Departments) eine Task Force zusammengestellt, die sich schließlich auf die Fahndung nach den Bankräubern konzentrierte.
Im Dezember 1991 entwendeten Jill und Jeffrey einen japanischen Kleinwagen und positionierten ihn für einen künftigen Überfall am Parkplatz eines Einkaufszentrums in Schaumburg. Dort wurde das inzwischen als gestohlen gemeldete Fahrzeug jedoch zufällig von einer Polizeistreife entdeckt und anschließend vom FBI observiert. Am 16. Dezember schließlich fuhren Jill und Jeffrey mit ihrem Van auf den Parkplatz und Jeffrey stieg in das gestohlene Fahrzeug. Als das FBI kurz darauf das Paar verhaften wollte, konnte Jill mit dem Van flüchten. Jeffrey wurde noch am Parkplatz festgenommen; er hatte zwei geladene Schusswaffen und die passenden Verkleidungsutensilien bei sich.
Jill lieferte der Polizei über knapp elf Meilen (rund 18 km) eine Hochgeschwindigkeitsverfolgung, ehe sie in Hanover Park in eine Sackgasse geriet. Dort starb sie bei einem Schusswechsel mit der Polizei. Den Vorfall konnte Jeffrey über Polizeifunk am Rücksitz eines Streifenwagens mitverfolgen. Sie wurde Stunden später im Humana Hospital in Hoffman Estates für tot erklärt. Offiziell gilt ihr Tod als Suizid durch einen selbstzugefügten Kopfschuss, nachdem sie von den Beamten angeschossen worden war. Diese beriefen sich auf Notwehr, da Jill zuerst das Feuer auf die Beamten eröffnet habe.   
Im Wohnhaus der Ericksons stellte die Polizei unter anderem eine Vielzahl von Schusswaffen, Munition, Einbruchswerkzeug, Bargeld, kugelsichere Westen, Rauchgranaten, Gasmasken und einen Polizeifunk sicher. Jeffrey wurde ins städtische Metropolitan Correctional Center in Chicago überstellt und wegen acht Banküberfällen sowie versuchten Mordes an einem Polizisten angeklagt. Folgende Banküberfälle wurden ihm angelastet: 
- 9. Januar 1990; First Nationwide Bank in Wilmette
- 5. März 1990; Savings of America Bank in Chicago
- 17. Mai 1990; Talman Home Federal Savings and Loan Association in Libertyville
- 8. Juni 1990; National Bank of Detroit in Skokie
- 20. September 1990; Fairfield Savings and Loan Association in Norridge
- 15. November 1990; First Colonial Bank in Wheeling
- 4. Februar 1991; First Midwest Bank in Mundelein
- 18. November 1991; First Chicago Bank in Elk Grove Village

Bei den Überfällen soll er eine Beute von rund 180.000 $ (umgerechnet etwa 136.000 €) geraubt haben.

## Fluchtversuch und Doppelmord
Die ersten Verhandlungstage im Dirksen Federal Building in Chicago gestalteten sich schwierig, da Jeffrey die ihm zur Last gelegten Taten leugnete und auf nicht schuldig plädierte. Er wurde jedoch bei Gegenüberstellungen von mehreren Bankangestellten und einem Kunden als Täter identifiziert. Nach einem weiteren Verhandlungstag am 20. Juli 1992 wurde Jeffrey zusammen mit anderen Häftlingen wie immer mit einem Lift in die Garage gebracht, um mit einem dortigen Gefangenentransporter zurück in die Strafanstalt gebracht zu werden. 
Jeffrey hatte sich jedoch noch im Lift mit einem im Mund versteckten Nachschlüssel die Handschellen geöffnet und konnte in der Garage einen weiblichen Deputy Marshal überwältigen. Mit deren Dienstwaffe erschoss er den Deputy Marshal Roy Frakes und den Special Deputy Marshal Harry Belluomini, wurde jedoch dabei selbst von Belluomini angeschossen. Schwer verletzt schleppte er sich noch vor das Justizgebäude, wo er sich vor mehreren Zeugen durch einen Kopfschuss selbst richtete. 
An den Tod der beiden Beamten erinnern zwei Gedenktafeln vor dem Dirksen Federal Building. Zudem wurde der Harry Belluomini Court Security Officer Award ins Leben gerufen, der jährlich an ausgewählte Sicherheitsorgane verliehen wird, die sich bei Einsätzen an Gerichtsgebäuden besonders ausgezeichnet haben.
Die Nachforschungen ergaben, dass Jeffrey Erickson den Nachschlüssel für seine Handschellen vom Mithäftling Robert Burke erhalten hatte. Dieser wurde in späteren Verfahren für seine Beteiligung an Ericksons Fluchtversuch zu einer ungewöhnlich hohen Freiheitsstrafe von 20 Jahren verurteilt. Die Staatsanwaltschaft hatte sogar auf Beihilfe zum Mord plädiert und eine Freiheitsstrafe von 25 Jahren bis lebenslänglich gefordert. 

## Verfilmungen
Das Leben von Jeffrey und Jill Erickson wurde zweimal verfilmt; 1996 unter dem Titel Normal Life – Tödliche Illusion und 1997 unter dem Titel In the Line of Duty: Blaze of Glory (deutscher Titel: Bankraub – Die Spur führt in den Tod). Jeffrey Erickson wird in den Filmen von Luke Perry und Bruce Campbell dargestellt. 